# Super Mario Bros.: The Lost Levels
Super Mario Bros.: The Lost Levels (jap. スーパーマリオブラザーズ2 Sūpā Mario Burazāzu 2) – kontynuacja gry Super Mario Bros. wydana w Japonii. Nie została ona wydana poza Japonią, ponieważ została uznana za zbyt trudną dla Europejczyków i Amerykanów. Gra została jednak wydana poza Japonią w pakiecie Super Mario All-Stars. Gra pojawiła się także w Europie i Australii (w okresie od 14 września 2007), oraz w Ameryce (od 1 października 2007) na Wii w trybie Virtual Console. 

## Rozgrywka
Gra wprowadziła kilka zmian do rozgrywki: wyższe odbicia się od przeciwników, możliwość otrzymania dodatkowego życia przy fladze, trujące grzyby oraz 20 dodatkowych poziomów.